# Nymphon ortmanni
Nymphon ortmanni är en havsspindelart som beskrevs av Helfer, H. 1938. Nymphon ortmanni ingår i släktet Nymphon och familjen Nymphonidae. Inga underarter finns listade i Catalogue of Life.